# Der Krötenküsser
Der Krötenküsser (englischer Titel The Case of the Midwife Toad) ist ein Sachbuch von Arthur Koestler aus dem Jahr 1971.
Arthur Koestler, seit früher Jugend an Naturwissenschaft interessiert, widmet sich in diesem Buch der Lebens- und Leidensgeschichte des aus Wien stammenden und 1926 freiwillig aus dem Leben geschiedenen Biologen Paul Kammerer. Koestler skizziert anhand einer Vielzahl von Dokumenten ein wissenschaftliches Zeitkolorit der ersten Hälfte des 20. Jahrhunderts, wobei er den Menschen und Biologen Paul Kammerer auf sensible Weise darstellt.
Paul Kammerer versuchte anhand der Geburtshelferkröte nach einigen Paarungsversuchen nachzuweisen, dass sich bestimmte erworbene Eigenschaften (Brunftschwielen) in der nächsten Generation weitervererben bzw. verstärken. Seine Experimente und deren Auswertungen wurden vom amerikanischen Gastwissenschaftler Gladwyn Kingsley Noble als Fälschungen bezeichnet. Bei einem der „beweisführenden“ Krötenmännchen wurde unter die Haut gespritzte Tinte bemerkt, die für die Herausbildung der Schwielen verantwortlich gemacht wurde. Möglicherweise, um einem wissenschaftlichen Skandal zu entgehen, wählte Kammerer den Freitod. Die genauen Umstände des Falls sind jedoch bis heute ungeklärt.
Die hier beschriebene Auseinandersetzung betraf nicht nur die Geschichte der Biologie, sondern war auch von politischer und ideologischer Brisanz, denn Kammerer war Lamarckist und wurde demzufolge von der damaligen sowjetkommunistischen marxistischen Lehre, speziell der 1930er Jahre, vereinnahmt. Dieser Umstand war mit ein Grund, warum sich Koestler dieses „Falles“ annahm.
Bernhard Kegel greift die Geschichte in seinem Wissenschafts-Krimi Ein tiefer Fall (2012) auf.

## Ausgaben
- The Case of the Midwife Toad. Hutchinson, London 1971; Random House, New York 1971
- Der Krötenküsser. Der Fall des Biologen Paul Kammerer. Aus dem Englischen übertragen von Krista Schmidt. Molden, Wien/München/Zürich 1972, ISBN 3-217-00452-3; Rowohlt, Reinbek 1974, ISBN 3-499-16864-2
- Der Krötenküsser. Der Fall des Biologen Paul Kammerer. Aus dem Englischen übertragen von Krista Schmidt. Mit einem Nachwort von Peter Berz und Klaus Taschwer. Czernin, Wien 2010, ISBN 978-3-7076-0314-9

## Rezensionen
- Paul Gary Werskey: Kammerer Redivivus, Nature 234, 24. Dezember 1971, S. 489–490
- John Marion Thoday: Apologia for Paul Kammerer (PDF-Datei, 50 kB), Heredity 28, April 1972, S. 263–265
- Der Kröten-Krieg. In: Der Spiegel. Nr. 35, 1972, S. 106–107 (online – 21. August 1972).
- Elof Axel Carlson: The Case of the Midwife Toad. Arthur Koestler, The Quarterly Review of Biology 47, September 1972, S. 322–324
- Lester Ralph Aronson: The case of The case of the midwife toad, Behaviour Genetics 5, April 1975, S. 115–125